# Mossen
De mossen of bladmossen (stam Bryophyta Schimper 1836, vroeger ook wel in de rang van klasse als Musci of Bryopsida) zijn kleine, kruidachtige landplanten, die solitair tot dicht op elkaar gepakt groeien in matten of kussens op rotsen, bodem of als epifyten op de stam of bladeren van bomen. Mossen zijn meestal groene planten, vaak met stengels en bladen. Ze hechten zich aan de ondergrond, of substraat, vast met rizoïden (wortelachtige structuren). Anders dan bij de echte wortels van planten, worden rizoïden niet gebruikt voor opname van water en de daarin opgeloste voedingsstoffen. Mossen nemen water en opgeloste voedingsstoffen, via diffusie, op over hun hele oppervlak. Er bestaan ook soorten die onder water kunnen groeien, zoals bronmos (Fontinalis antipyretica), veel soorten veenmos (Sphagnum spp.), Javamos (Vesicularia dubyana).
Bryologie is de studie die zich traditioneel richt op mossen, hauwmossen (Anthocerotophyta, Anthocerotae) en levermossen (Marchantiophyta, Hepaticae). Organisaties op dit terrein zijn onder andere de Bryologische en Lichenologische Werkgroep in Nederland, de Vlaamse Werkgroep Bryologie en Lichenologie (VWBL) in Vlaanderen en de International Association of Bryologists. Een aandachtspunt in Nederland is daarbij de Nederlandse Rode Lijst voor de mossen en de inventarisatie van gebieden.
Van de mossen zijn vooral de veenmossen van grote betekenis geweest bij de vorming van het Europese landschap. Deze mossen hebben een groot vermogen tot het vasthouden van water, waardoor het tot ver boven het grondwaterniveau kon doorgroeien. Mossen en levermossen die groeien op de schors van bomen zijn gevoelig voor luchtverontreiniging, hoewel in minder mate dan korstmossen. Mossen zijn daarom mede geïnventariseerd bij het onderzoek naar de epifytenwoestijn in Nederland.
Naast de Musci (bladmossen of mossen s.s.) werden de Hepaticae (levermossen) en Anthocerotae (hauwmossen) traditioneel opgenomen in een veel wijder omgrensde stam Bryophyta. In de recente opvattingen zijn de levermossen (Marchantiophyta) en hauwmossen (Anthocerotophyta) afgesplitst als zelfstandige stammen, en worden de mossen (Bryophyta) gevormd door de resterende groep: de Musci.
Mossen (s.s.) zijn het meest verwant met hauwmossen en levermossen en naar de huidige inzichten ook met de vaatplanten. Mossen, maar ook levermossen en hauwmossen hebben geen echte wortels, noch echte bladeren. De generatiewisseling van deze groepen is sterk overeenkomstig, en onderscheidt zich van die van de varens en overige vaatplanten.
De weinig verwante korstmossen, die in mutualistische symbiose leven met groenwieren of met blauwwieren en soms met beide, worden beschouwd als behorende tot de schimmels, veelal tot de ascomyceten (zakjeszwammen).

## Bouw en levenscyclus
Mossen hebben een afwisseling van twee generaties: een haploïde (n) gametofyt en een diploïde (2n) sporofyt. Het zijn eenhuizige of tweehuizige isospore diplohaplonten met een dominante gametofyt.
| ← | bevruch- ting | B! { | ← ← |

| →R! | sporische (intermediaire) meiose | → |

| ← | bevruch- ting | B! { | ← ← |

| →R! | sporische (intermediaire) meiose | → |

Het 'mosplantje' is de haploïde gametofyt. Deze is in de generatiewisseling het best ontwikkeld en leeft zelfstandig. Deze kan eenhuizig (met tweeslachtige planten) of tweehuizig zijn (met aparte mannelijke en vrouwelijke planten), maar de door de sporofyt gevormde sporen zijn gewoonlijk van gemiddeld gelijke afmetingen (isospoor). Er zijn ook enkele tweehuizige heterospore soorten.
De diploïde sporofyt (het sporenkapsel met de kapselsteel) is zijn hele leven afhankelijk van de gametofyt. De sporofyt vertoont bijzondere, karakteristieke kenmerken zoals een peristoom (mondbeslag), een epidermis, een cuticula en huidmondjes. Er wordt altijd slechts één eindstandig sporenkapsel gevormd, dit in tegenstelling tot de bij varens en andere vaatplanten. 
Op dit schema zijn er verschillende variaties mogelijk. In zeldzame gevallen kan de groene sporofyt zelfstandig overleven, terwijl de gametofyt reeds is afgestorven.

### Gametofyt
In de levenscyclus van mossen begint de haploïde gametofytfase met de spore en de daaruit groeiende voorkiem of protonema. Het protonema is bij veel mossen draadvormig. Het is vaak groen (chloronema) en leeft wat langer, maar meestal heeft het een korte levensduur. Op het protonema groeien de mosknoppen, die verder uitgroeien tot de bebladerde mosplanten (ook wel gametofoor, gametendrager, genoemd). Deze fase, de haplofase, is de dominante fase in de levenscyclus.
Bij tweehuizige mossoorten is er onderscheid tussen de sporen of protonemata, waarop alleen mannelijke, resp. vrouwelijk mosplanten groeien. In enkele gevallen is er een groot verschil tussen de kleine mannelijke planten ("dwergmannetjes") en de grotere vrouwelijke planten.
De mosplant kan min of meer rechtopstaand groeien (losstaand, in groepjes, in plukjes, als kussens), maar ook wel meer horizontaal (in matten, tapijten, weefsels of in boompjesvorm) of hangend.

Bryophyta, echte mossen
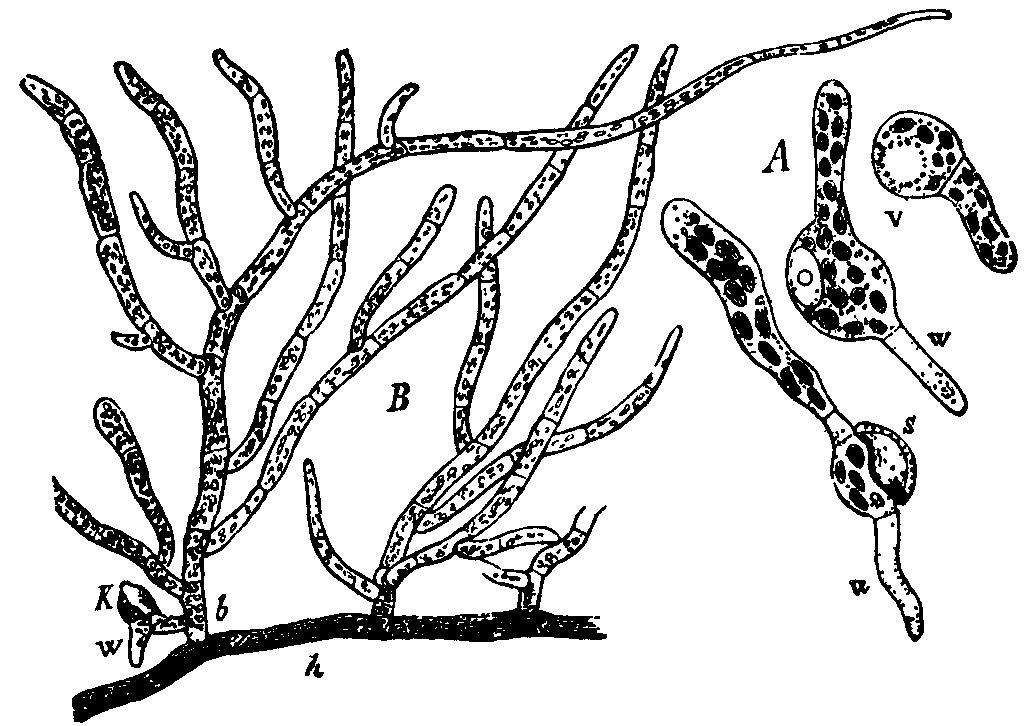
A: Kiemende sporen; s=sporewand, v=vacuole, w=rizoïde. B: deel van een uitgroeiend protonema. h=rhizonema: kruipend filament met bruine wanden. b= chloronema: filamenten met chlorofylbevattende cellen. k=jonge mosplant, w=eerste rizoïde.
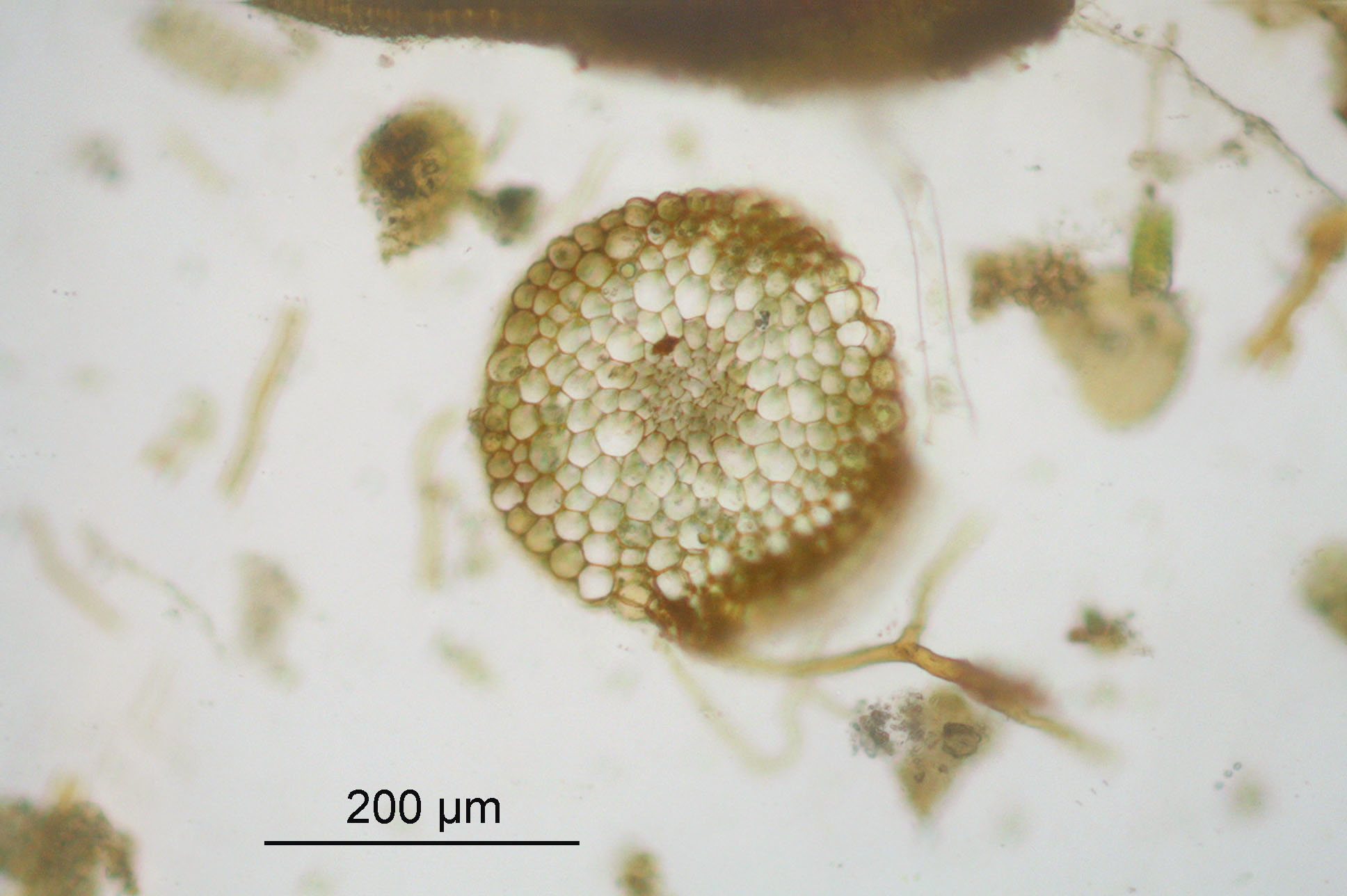
Gewoon muursterretje: dwarse doorsnede stengel met centrale cilinder.
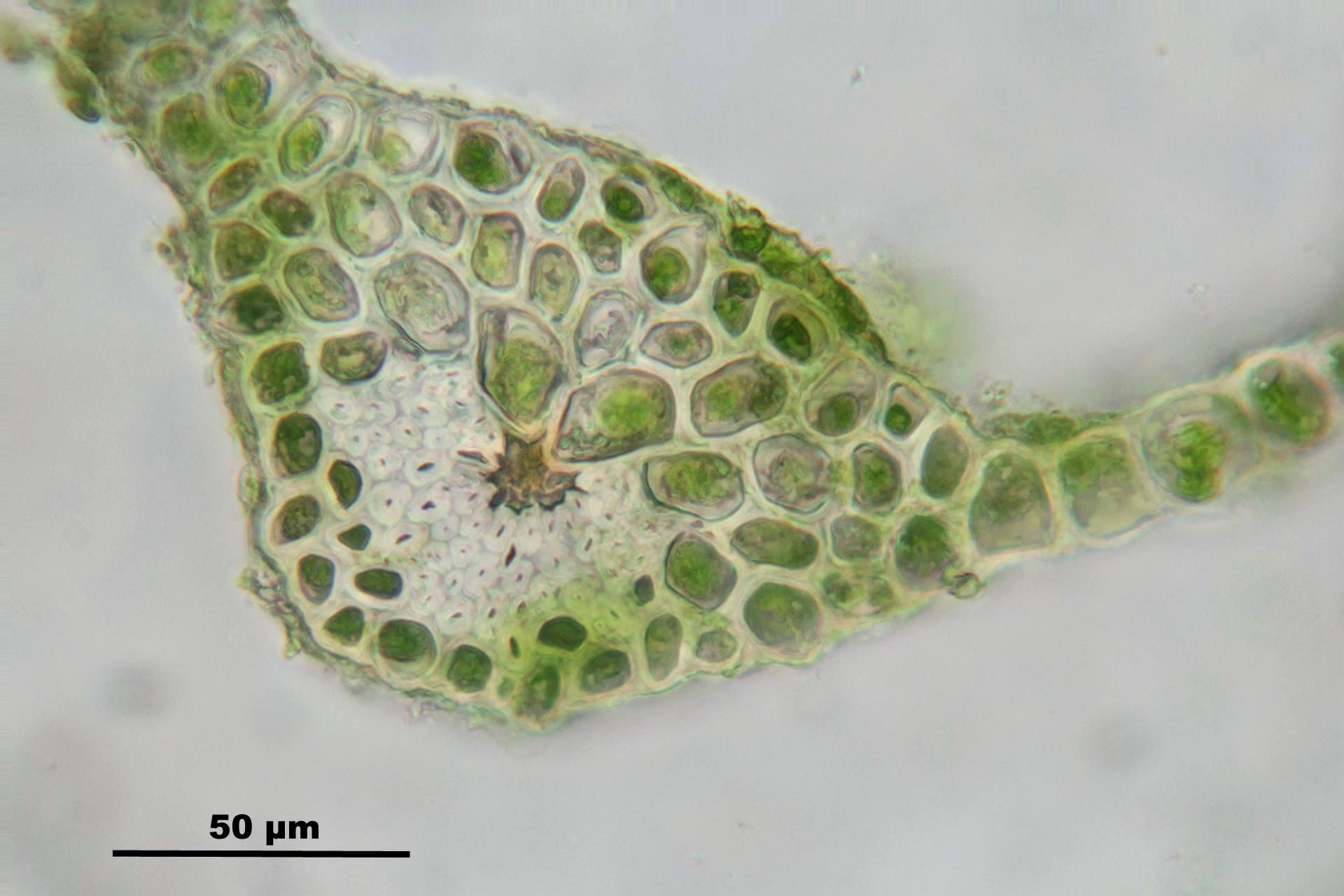
Gewoon sterrenmos: dwarse doorsnede blad en bladnerf

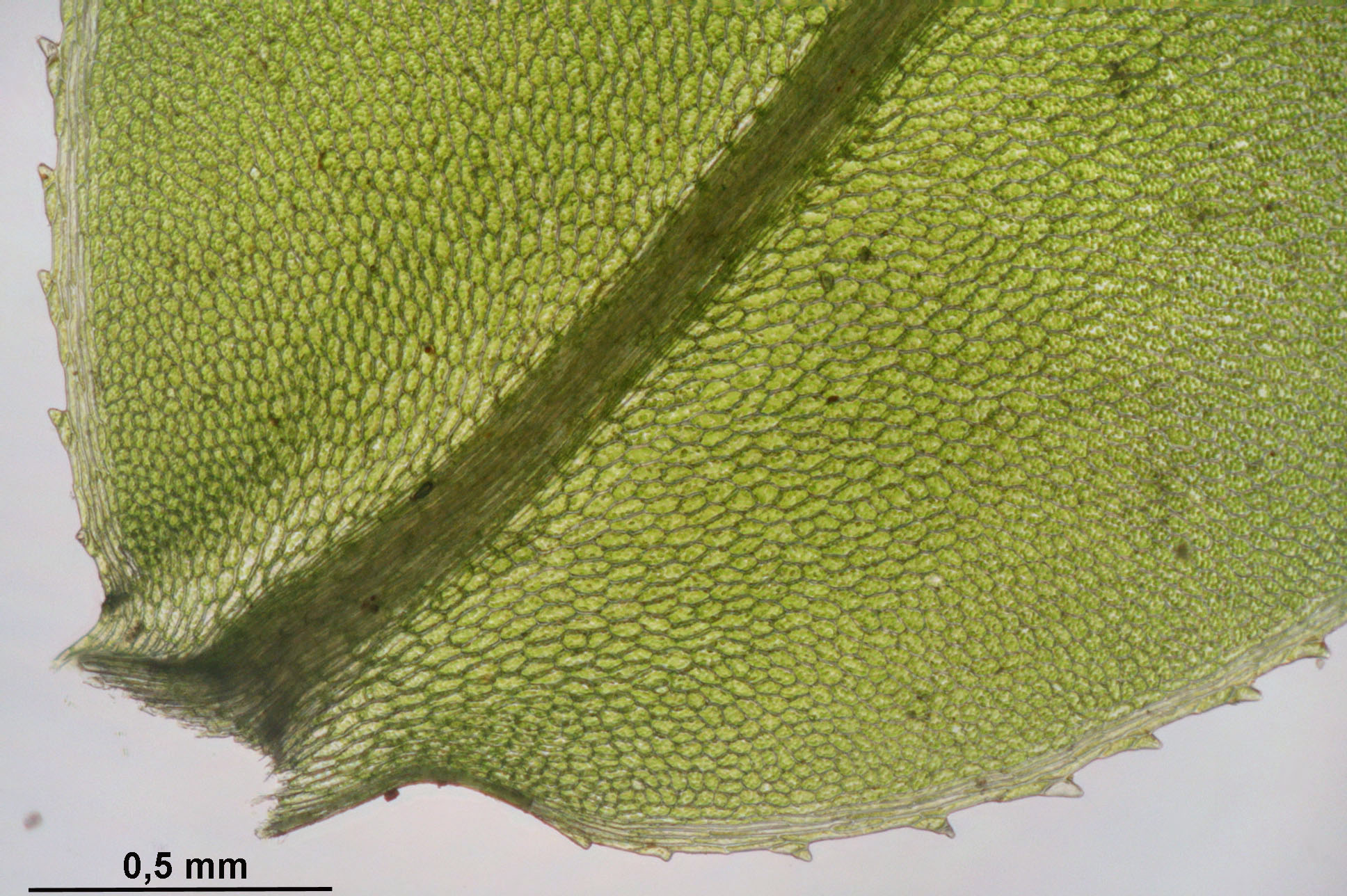
Rond boogsterrenmos: bladbasis, bladnerf, bladzoom en bladrand
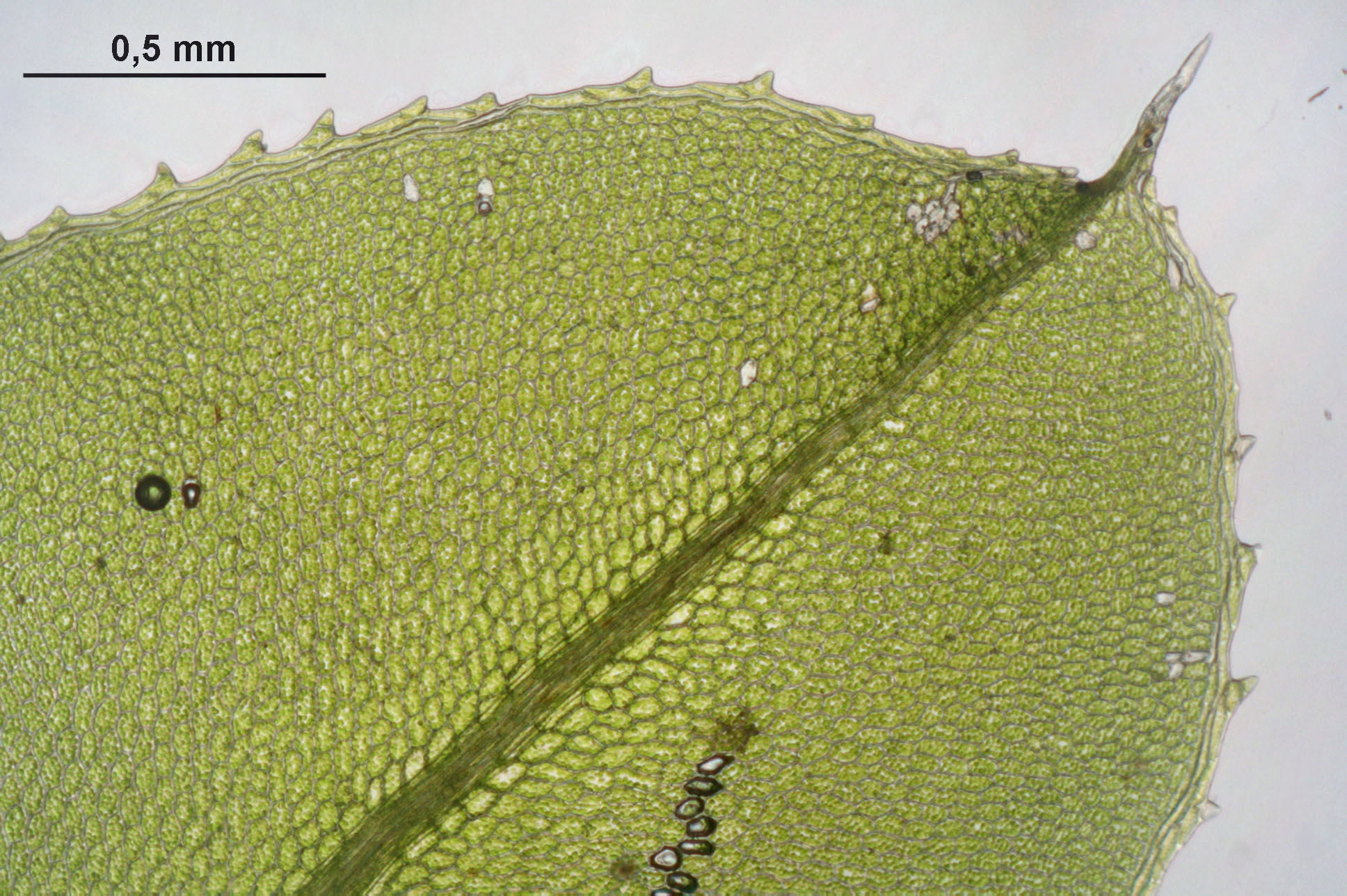
Rond boogsterrenmos: bladnerf, bladzoom, bladrand en bladtop
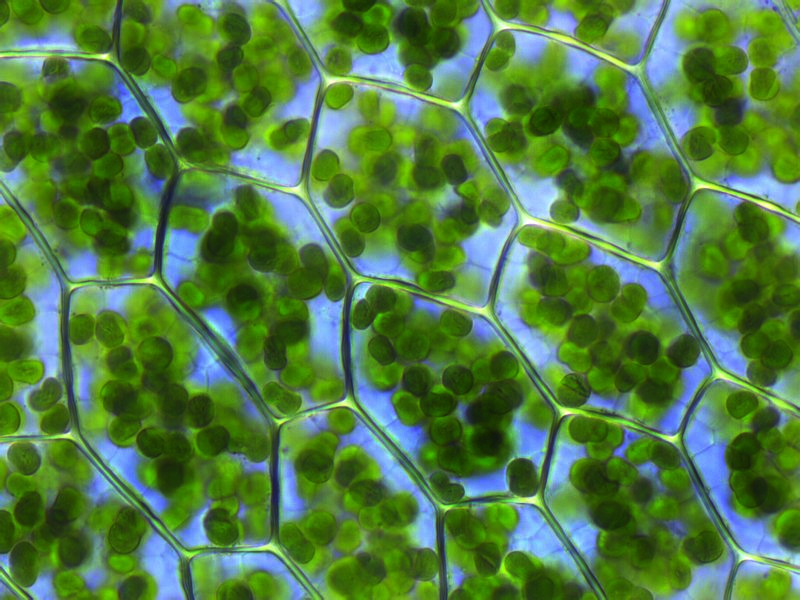
Rond boogsterrenmos: bladschijfcellen met chloroplasten

De kenmerkende onderdelen van de mosplant zijn het protonema, de stengels en takken en de bladeren:
- het protonema (draadvormige voorkiem) is een meercellig maar slechts een enkele cel dik, vaak fotosynthetisch, draadvormig uitgroeisel met dwarse tussenwanden. Hierop groeien de mosknoppen, die zich verder ontwikkelen tot de mosplanten
- de stengel, die vertakt kan zijn, soms zelfs meervoudig vertakt. Soms zijn er verschillende typen stengel en takken. De wijze van vertakking vormt een belangrijk kenmerk voor determinatie. Zo kunnen bijvoorbeeld boomvormig vertakte mossen, liggende slaapmossen, hangende baardmossen worden onderscheiden.
- de bladeren, die voor het grootste deel slechts één cel dik zijn, en geen tot twee nerven hebben die wel meerdere cellen dik kunnen zijn met soms duidelijk verschillende celtypen. De bladeren van de takken kunnen afwijken van de stengelbladen. Op de nerven of op bladeren kunnen aanhangsels voorkomen, zoals rizoïden, lamellen of broedlichaampjes. In sommige gevallen zijn de verschillende delen van het blad duidelijk te onderscheiden, bijvoorbeeld in celvorm (isodiametrisch tot lang gestrekt), celgrootte en structuren van de celwand (mamillen, papillen, stippels, poren). Zo zijn soms bladoortjes, bladschede, bladzoom en bladrand, bladschijf en bladtop te onderscheiden.
- rizoïden zijn meercellige maar slechts een enkele cel dikke, niet-fotosynthetische, draadvormige uitgroeisels met scheefstaande tussenwanden, die wel wat op het protonema lijken. Ze kunnen bevestigd zijn op verschillende plaatsen, meestal op de stengel maar ook wel op de bladen.

De voortplantingsstructuren staan in gametoecia. De gametoecia (enkelvoud: gametoecium), bestaan uit mannelijke (antheridiën) en/of vrouwelijke (archegoniën) voorplantingsorganen en steriele parafysen, omgeven door meestal afwijkende omwindselbladen. De gametoecia staan op korte zijtakjes van de stengels, of aan de uiteinden van stengels. Soms is de situatie eenvoudiger of staan in zeldzame gevallen de antheridiën los op de stengel, zoals bij het geslacht Takakia.

### Vegetatieve vermeerdering
Mosplanten hebben vaak delen die dienen voor de vegetatieve vermeerdering:
- de broedlichamen zijn structuren voor vegetatieve vermeerdering waarin enigszins gereduceerde bladeren of stengels zijn te herkennen. Er is een grote variatie aan vormen, zoals broedtakjes, broedknoppen, broedblaadjes en broedflagellen, alle nog herkenbaar als omvormingen van andere herkenbare onderdelen van de mosplant.
- daarnaast zijn er gemmen: broeddraden en broedkorrels, die bestaan uit een meestal klein aantal cellen en vaak onregelmatig van vorm zijn; bladeren of stengels zijn niet meer te herkennen.

### Geslachtelijke voortplanting
Organen voor geslachtelijke voortplanting bij mossen zijn de voorplantingsorganen (gametangiën, ev. gametangium). Deze bestaan uit fertiel weefsel met een steriele wand. Dit is een gemeenschappelijk kenmerk bij de landplanten en de mogelijk verwante kranswieren, maar niet bij de groenwieren:
- In het archegonium (het vrouwelijke gametangium) wordt de eicel, een niet-beweeglijke vrouwelijke geslachtscel gevormd.
- In het antheridium (het mannelijke gametangium) worden beweeglijke mannelijke geslachtscellen, de zaadcellen, gevormd. Deze zaadcellen hebben water nodig om naar de eicel te zwemmen en deze te bevruchten. De bevruchte eicel (zygote) zal zich beginnen te ontwikkelen binnen het archegonium.

Gewoon krulmos
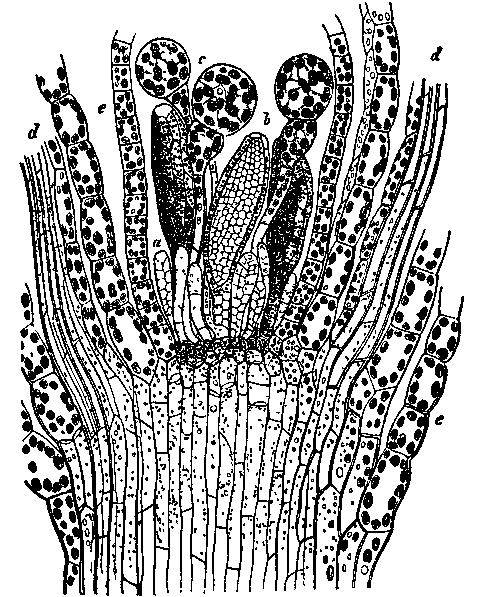
Lengtedoorsnede bij gewoon krulmos e=bladeren, d=bladnerven, c=parafysen (steriele organen), b=antheridiën (mannelijk organen).
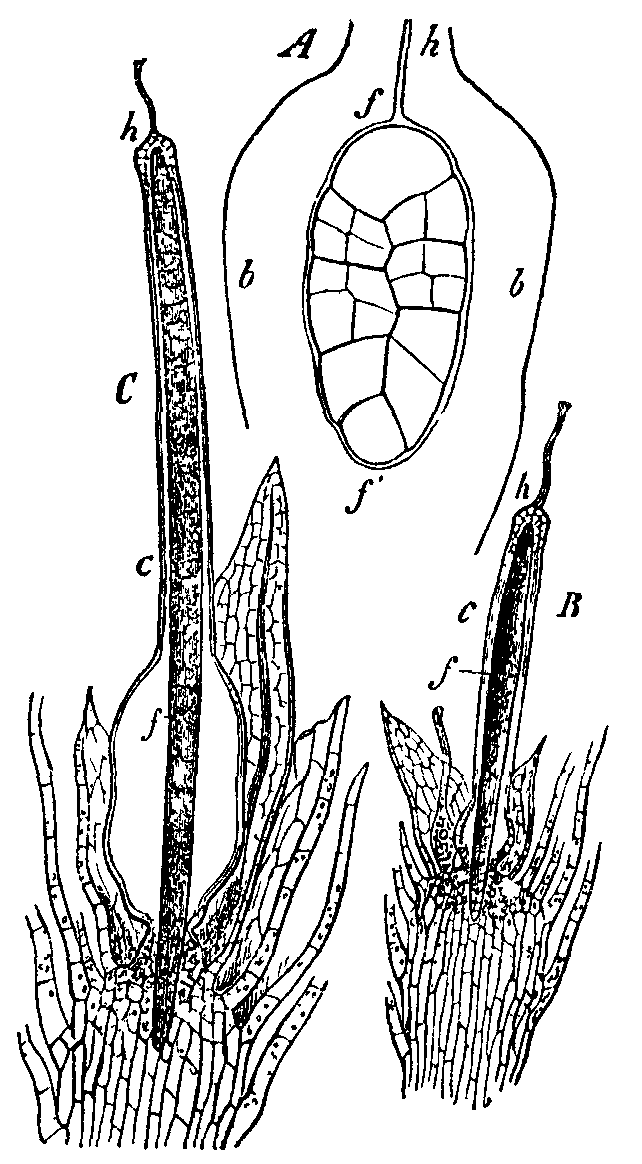
Lengtedoorsnede door gewoon krulmos A. Lengtedoorsnede door een zeer jong sporogoon (f, f′) omsloten door de archegoniale wand (b, h). B, C. Opeenvolgende ontwikkelingsstadia van het sporogoon (f) ingesloten in de calyptra, dat gevormd wordt door de archegoniale wand (c). Ook de nek zit er nog aan (h). De voet van het sporogoon is het onderliggende weefsel van de stengel van de mosplant binnengedrongen.
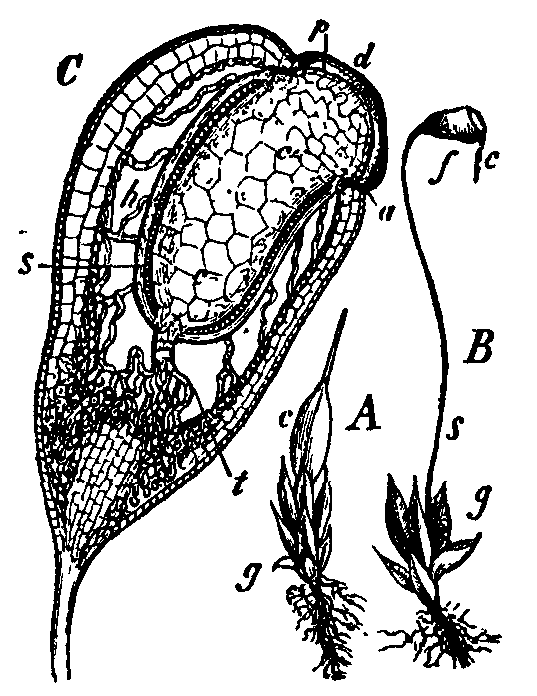
Gewoon krulmos: A: Bladscheut (g) met een jong sporogoon, dat omsloten wordt door de calyptra (c). B: Met bijna rijp sporogoon; s=seta; f=doosje; c=calyptra. C:Mediane-longitudinale doorsnede van een doosje met de seta dat naar de basis toe verwijdt in de apofyse; d=operculum; p=peristoom; a=annulus; c=columella; s=archesporium; h=luchtholte tussen de sporezak en de wand van het doosje.

### Sporofyt

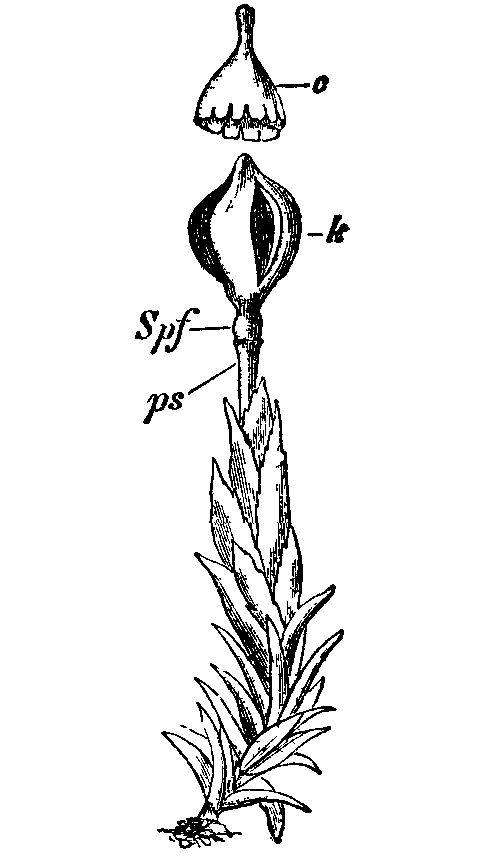
Andreaea rupestris
----

Uit de door de zaadcel bevruchte eicel ontstaat een diploïde zygote. De ontwikkeling van de zygote vindt plaats binnen het archegonium, reden waarom men hier spreekt van een embryo.
Dit embryo groeit uit tot een diploïde sporofyt, die bestaat uit:
1. een voet, waarmee de sporofyt is vastgehecht aan de moederplant, omdat de sporofyt niet zelfstandig kan leven, met kaboutermos (Buxbaumia) als mogelijke uitzondering, maar parasiteert op de mosplant; bij Sphagnum en bij Andreaea is de sporofyt ingeplant op een pseudopodium, een onbebladerd takje van de gametofyt.
2. een kapselsteel, de seta,
3. een sporogoon of sporekapsel.

Het jonge, zich ontwikkelende sporekapsel is vaak bedekt met restanten van de archegoniumwand, het huikje of calyptra, dat of mutsvormig of kapvormig kan zijn.
De kenmerken van het sporekapsel zijn belangrijk voor de systematische indeling van de mossen en voor de determinatie. Het sporekapsel kan een gecompliceerde bouw hebben en bestaat uit:
- een kapselhals, dat voorzien kan zijn van huidmondjes en
- een sporendoosje of theca. Het sporendoosje is vaak gecompliceerd van bouw, met
  - een peristoom of mondbeslag, bestaande uit tot twee kransen van tanden en andere aanhangsels (endostoom en exostoom)
  - een operculum of deksel en een annulus of dekselring
  - het weefsel dat de sporen vormt (endothecium); de cellaag die de sporen vormt heet het archesporium
  - het weefsel dat de kapselwand vormt (amfithecium)

Niet altijd zijn aan het sporogoon alle onderdelen goed ontwikkeld.
In het sporendoosje vindt de meiose plaats en worden de haploïde sporen gevormd. De sporen hebben een stevige wand met sporenpollenine, wat ze beschermt tegen uitdroging.

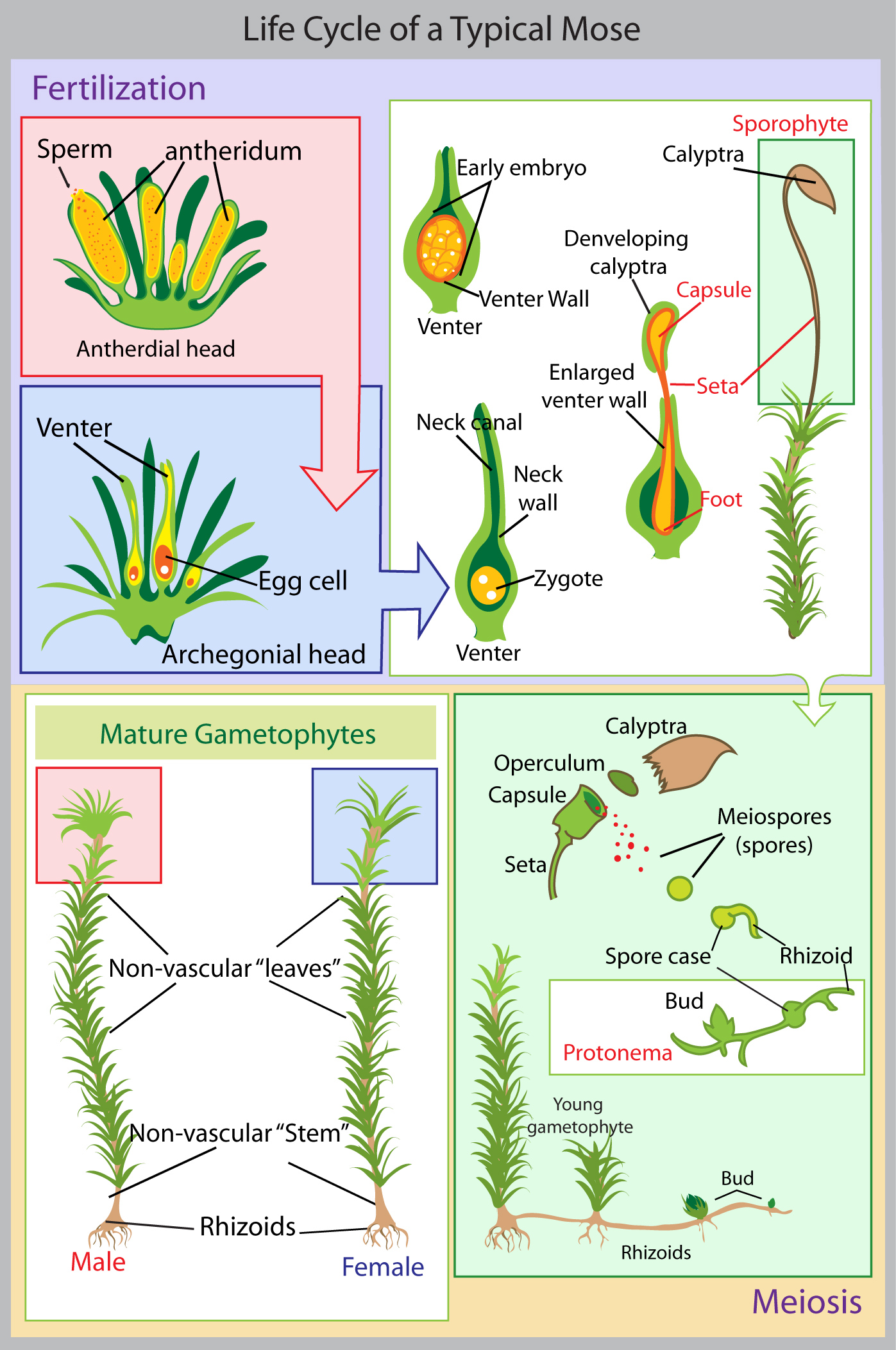
Levenscyclus van mossen met:
Androecium (antheridial head) met zaadcel (sperm) en antheridium;
Gynoecium (archegonial head) met archegonium en eicel (egg cell);
Sporofyt met archegonium met onderdelen nekwand, nekkanaal en zygote, die zich ontwikkelt tot een embryo en verder tot voet (foot), seta en kapsel (capsule);
Meiose. hierbij ontstaan (meio-)sporen, hier groeit het protonema met mosknoppen (bud) die zich ontwikkelen tot mosplanten;<>Volgroeide gametofyten kunnen tweehuizig zijn.

### Schema morfologie en anatomie
| Morfologie en anatomie van de Bryophyta | Morfologie en anatomie van de Bryophyta |
| Gametofyt | Sporofyt |
| --- | --- |
| - gametofyt - spore - exospore - endospore - primair protonema - chloronema - rhizonema - mosknop - broedlichamen en gemmen (gemmae, propagula) - bebladerde mosplant (gametofoor) - groeiwijze en groepering van de mosplant, soms groeivorm genoemd - stengel (caulis) - (bebladering) - - epidermis - hyalodermis - grondweefsel (cortex) - centrale cilinder (stele) - rizoïden - rizoïdenvilt (tomentum) - parafylliën (paraphyllia) - vertakking - (bebladering) - tak (ramus) - innovatie (innovatio) - rizoom (rhizoma) - stolon (stolo) - flagel (flagellum) - pseudopodium - stam (stipes) - bebladering - bladstand - bladtype (van stengel, tak etc.) - blad - bladnerf (costa) - bovenepidermis - bovenste stereïden - hoofdcellen (duces) - bijcellen, begeleidende cellen (socii) - onderste stereïden, substereïden - onderepidermis - dorsale lamina - lamellen - broedlichamen en gemmen (gemmae, propagula) - bladbasis - oortje (auricula) - bladoksel (axilla) - axillaire haren - bladschede (vagina) - bladschijf (lamina) - broedlichamen en gemmen (gemmae, propagula) - bladzoom (margo) - bladtop (apex) - bladcellen - parenchymatische cel - prosenchymatische cel - celholte (lumen) - papillen (papillae) - mamillen (mamillae) - stippels - poren - parafylliën - rizoïden - secundair protonema - broedlichamen en gemmen (gemmae, propagula) - gametangiën - parafysen - antheridium met zaadcellen (spermatozoïden) - archegonium - archegoniumbuik (venter) - eicel (ovum) - archegoniumhals - halskanaalcellen - huikje (calyptra) - perigamiale bladeren - perichetiale bladeren | - sporofyt - voet - seta, kapselsteel - apofyse - sporangium, sporenkapsel - nek (collum) - kropje (struma) - urn (theca) - amfithecium en exothecium - endothecium - spore - mond - operculum (deksel) - peristoom, mondbeslag - voorperistoom - exostoom - basale membraan - exostoomtanden - endostoom - grondvlies, basale membraan - segmenten (processus) - ciliën, wimpers (cilia) - aanhangsels (appendices) - zuiltje (columella) - huidmondjes (stomata) |

## Systematiek

### Plaats van de mossen en verwanten
De mossen met verwanten en de vaatplanten verschillen op twee belangrijke punten:
1. De dominante fase in de levenscyclus van een mos is de gametofyt (de 'mosplant' of haploïde fase), terwijl het bij de landplanten de sporofyt (het sporekapsel, de diplofase) is. Bij mossen heeft de sporofyt een betrekkelijk korte levensduur, en is bevestigd op, en voor voeding afhankelijk van de gametofyt. De sporofyt heeft een onvertakte steel, de seta, en heeft aan het uiteinde slechts een sporangium. De (meeste) varens hebben in tegenstelling daarmee op de bladeren veel sporangia.
2. De mossen hebben geen houtstof in hun watergeleidend weefsel: ze hebben geen echte vaatbundels, dit in tegenstelling tot de vaatplanten.

Mossen worden beschouwd als primitieve landplanten, die eerder in de evolutie zijn ontstaan dan de varens en varenachtigen (Polypodiopsida) en de wolfsklauwen (Lycopodiopsida). De eerste landplanten wordt verondersteld levermossen te zijn geweest; er zijn fossielen gevonden van levermossen van 475 miljoen jaar geleden.
De nieuwere opvattingen worden zichtbaar in de veranderende indeling van de mossen. In het verleden werden ook de levermossen (oude naam: Hepaticae) en de hauwmossen (oude naam: Anthocerotae) samen met de (blad)mossen (oude naam: Musci) gerekend tot een fylum, de Bryophyta in wijdere zin. In modernere opvattingen zijn het zelfstandige stammen. Tegenwoordig omvat de stam van de Bryophyta alleen de groep die in de traditionele indelingen Musci of "bladmossen" werden genoemd. Een cladogram met recenter inzicht voor de hogere niveaus is als volgt:
| Fylogenetische stamboom van de Embryophyta naar Holt & Iudica |
| - Embryophyta (landplanten) - Marchantiophyta (Stotler & Crandall-Stotler 1977) (→ mossen s.l., bryofyten) - Haplomitriopsida - Treubiidae - Haplomitriidae - - Marchantiopsida - Blasiidae - Marchantiidae - Jungermanniopsida - Jungemanniidae - - Peliidae - Metzgeriidae - - Bryophyta (Schimper 1836) (→ mossen s.l., bryofyten) - - Sphagnopsida - Takakiopsida - - - Andreaeaobryopsida - Andreaeopsida - - Polytrichopsida - - Tetraphidopsida - - Buxbaumiopsida - Bryopsida - - Anthocerotophyta (Stotler & Crandall-Stotler 1977) (→ mossen s.l., bryofyten) - Tracheophyta, vaatplanten - † Rhyniophyta (Banks 1975) (→ pterofyten) - - - † Stam Zosterophyllophyta (Banks 1975) (→ pterofyten) - Stam Lycopodophyta (Cronquist & al. 1966) (→ pterofyten) - - † Stam Trimerophytophyta (Banks 1975) (→ pterofyten) - Euphyllophyta (Kenrick & Crane 1997) - † Klasse Cladoxylidopsida - - † Klasse Coenopteridopsida - - Stam Pteridophyta (Schimper 1879), varens - Lignophyta - † Orde Aneurophytales (→ progymnospermofyten) - - - † Orde Protopityales (→ progymnospermofyten) - † Orde Archaeopteridales (→ progymnospermofyten) - Spermatophyta, zaadplanten - † Klasse Lyginopteridopsida (→ zaadvarens) - - † Klasse Medullosopsida (→ zaadvarens) - - † Klasse Callistophytopsida (→ zaadvarens) - - Klasse Cycadopsida (→ naaktzadigen) - - † Klasse Peltaspermopsida (→ zaadvarens) - - - Stam Ginkgophyta (→ naaktzadigen) - - Stam Gnetophyta (→ naaktzadigen) - Orde Gnetales - Orde Ephedrales - Orde Welwitschiales - Stam Coniferophyta (→ naaktzadigen) - † Klasse Cordaitopsida - - † Klasse Voltziopsida - Klasse Pinopsida - - - † Klasse Caytoniopsida (→ zaadvarens) - † Stam Cycadeoidophyta (→ naaktzadigen) - Stam Angiospermophyta (Berry 1915), bedektzadigen - basale 'angiosperms' - - 'magnoliids', magnoliiden (Magnoliopsida) - - Monocotyledoneae ('monocots') - Dicotyledoneae ('eudicots') |
| niet-monofyletische groep (→ behoort tot de ...) wordt ook gerekend tot een polyfyletische groep |

Het is echter nog steeds niet geheel duidelijk welke groep het meest oorspronkelijk is en welk het meest verwant met de vaatplanten. Er zijn dan ook veel variaties op bovenstaand cladogram te vinden in de literatuur.

### Vergelijking van mossen, levermossen en hauwmossen
In oudere indelingen werden de mossen (bladmossen of Musci), de levermossen en de hauwmossen (Hepaticae) samen genomen als de Bryophyta in wijdere zin. Tegenwoordig worden ze gewoonlijk elk in een eigen stam geplaatst. In onderstaande tabel worden de mossen, levermossen en hauwmossen vergeleken. Binnen deze groepen zijn vaak afwijkingen te vinden, waardoor ze niet geheel voldoen aan de kenmerken van onderstaande tabel. Dat geldt onder andere voor de peristoomloze mossen zoals Takakia, Sphagnum en Andreaea. Het meest kenmerkend zijn de Bryopsida, waarvan de naam soms gebruikt wordt om alle mossen mee aan te duiden.
| Vergelijking van levermossen, mossen en hauwmossen. | Vergelijking van levermossen, mossen en hauwmossen. | Vergelijking van levermossen, mossen en hauwmossen.                                         | Vergelijking van levermossen, mossen en hauwmossen.                                     | Vergelijking van levermossen, mossen en hauwmossen. |
| Generatie, Kernfase ↓                               | Kenmerken                                           | Marchantiophyta Levermossen                                                                 | Bryophyta Mossen                                                                        | Anthocerotophyta Hauwmossen                         |
| --------------------------------------------------- | --------------------------------------------------- | ------------------------------------------------------------------------------------------- | --------------------------------------------------------------------------------------- | --------------------------------------------------- |
| Gametofyt, Haplofase                                | protonema                                           | thalleus                                                                                    | draadvormig                                                                             | bolvormig                                           |
| Gametofyt, Haplofase                                | mosknoppen                                          | slecht 1 mosknop op protonema                                                               | veel mosknoppen op protonema                                                            | slecht 1 mosknop op protonema                       |
| Gametofyt, Haplofase                                | mosplant is thallus of bebladerde spruit            | of bebladerde spruit meestal dorsivetraal, of eenvoudig thallus, of thallus met luchtkamers | bebladerde spruit, zelden duidelijk dorsivetrale bouw, (stengel en takken met blaadjes) | eenvoudig thallus                                   |
| Gametofyt, Haplofase                                | blad rangschikking                                  | 2 of 3 rijen of niet van toepassing                                                         | bladen verspreid, spiralen                                                              | (niet van toepassing)                               |
| Gametofyt, Haplofase                                | bladvorm                                            | 2- tot meerlobbig of n.v.toep.                                                              | bladen zelden gelobd                                                                    | (niet van toepassing)                               |
| Gametofyt, Haplofase                                | bladnerven                                          | afwezig (hoogstens schijnnerf)                                                              | 0, 1 of 2; soms complex gebouwd                                                         | (niet van toepassing)                               |
| Gametofyt, Haplofase                                | olielichaampjes                                     | aanwezig bij veel soorten                                                                   | afwezig (uitz.: Takakia)                                                                | afwezig                                             |
| Gametofyt, Haplofase                                | chloroplasten                                       | veel kleine chloroplasten per cel                                                           | veel kleine chloroplasten per cel                                                       | 1 enkele grote met pyrenoïde                        |
| Gametofyt, Haplofase                                | cellen voor watertransport                          | alleen bij enkele eenvoudige thalleuze vormen                                               | geleidend weefsel in stengel van de gametofyt (en in sporofyt)                          | geen                                                |
| Gametofyt, Haplofase                                | rizoïden                                            | hyalien, eencellig                                                                          | bruin, meercellig                                                                       | hyalien, eencellig                                  |
| Gametofyt, Haplofase                                | gametangia plaatsing                                | in clusters aan de top van bebladerde tak of op oppervlak van thallus                       | in clusters aan de top van bebladerde tak                                               | verzonken in het thallus, verspreid                 |
| Gametofyt, Haplofase                                | huidmondjes                                         | soms ademopeningen                                                                          | geen huidmondjes                                                                        | aanwezig                                            |
| Gametofyt, Haplofase                                | calyptra, huikje                                    | geen                                                                                        | frequent                                                                                | geen                                                |
| Sporofyt, Diplofase                                 | groeipunt                                           | driesnedige topcel                                                                          | driesnedige topcel                                                                      | meristeem                                           |
| Sporofyt, Diplofase                                 | kapselsteel (seta) ontwikkeling                     | strekt zich pas vlak voor het loslaten van de rijpe sporen                                  | strekt zich ruim voor de sporenrijping, soms een pseudopodium                           | afwezig                                             |
| Sporofyt, Diplofase                                 | kapselsteel kleur                                   | hyalien, niet fotosynthetisch                                                               | fotosynthetisch (groen)                                                                 | (niet van toepassing)                               |
| Sporofyt, Diplofase                                 | kapsel bouw                                         | ongedifferentieerd; bolvormig of verlengd                                                   | met peristoom, operculum, theca en nek                                                  | ongedifferentieerd; langwerpig                      |
| Sporofyt, Diplofase                                 | kapsel groei                                        | groei snel, beperkt, vaste grootte                                                          | groei langzaam, beperkt, vaste grootte                                                  | continue groei door basaal meristeem                |
| Sporofyt, Diplofase                                 | columella                                           | geen                                                                                        | aanwezig                                                                                | aanwezig                                            |
| Sporofyt, Diplofase                                 | steriele cellen tussen de sporen                    | elateren eencellig met spiraalverdikkingen                                                  | geen                                                                                    | pseudo-elateren: meercellig, vertakt                |
| Sporofyt, Diplofase                                 | openen van kapsel bij rijping                       | tanden of 4 kleppen                                                                         | operculum en peristoom, zelden met 2 spleten of 4 tanden                                | 2 kleppen                                           |
| Sporofyt, Diplofase                                 | huidmondjes                                         | geen                                                                                        | op sporenkapsel                                                                         | aanwezig                                            |

#### Levermossen
De stam Marchantiophyta of Levermossen wordt tegenwoordig niet meer binnen de Bryophyta geplaatst; vroeger als klasse binnen de Bryophyta in wijdere zin: Marchantiopsida of Hepaticae. De stam omvat onder andere:
- Klasse: Jungermanniopsida

#### Hauwmossen
De stam Anthocerotophyta of Hauwmossen wordt tegenwoordig niet meer binnen de Bryophyta geplaatst; vroeger als klasse binnen de Bryophyta in wijdere zin: Anthocerotae. De stam omvat onder andere:
- Orde: Anthocerotales
- Orde: Nothothylales

### Fylogenie en taxonomie
De systematiek van de mossen is nog in beweging. Dit blijkt onder andere uit de indelingen met verschillen in niveaus voor de hogere taxa. Stam Bryophyta zijn de Bladmossen of Mossen in engere zin. De mossen kunnen worden onderverdeeld in acht klassen, hier getoond met een cladogram:
Niet tot de mossen behoren, ondanks hun triviale naam, onder andere Iers mos (Chondrus crispus), dat behoort tot de roodwieren, en IJslands mos (Cetraria islandica) en andere korstmossen.